# Pilar Dolz Mestre
Pilar Dolz Mestre (Morella, els Ports, 1945) és una gravadora i directora de galeria d'art valenciana. És directora executiva en Cànem Galeria des de 1974.
Cursa els estudis de dibuix i pintura en la Escola Massana i en la Escola de Belles Arts de Barcelona, així com estudis de gravat, litografia i xilografia en l'Escola d’Arts i Oficis, secció Arts del Llibre de Barcelona, així com en Urbino, Peruggia i París en l'Atelier 17.
Fa la primera exposició a Castelló, on Joan Fuster li escriu els textos de presentació. També ha exposat a València, Madrid, Barcelona, Saragossa i Sevilla; a Itàlia, Urbino, Brescia i en la Biblioteca Sormani de Milà. A França ha exposat en Aix en Provence i en París, també a Ginebra, Kettwig, Bradford, Sjöbo, Łódź, i a Japó en la Galeria Tadasu de Kyoto.
Hi ha obra seua en el Museu de Belles Arts de València, Museu del Gravat Contemporani, Centro de Grafica e di Documentacione de San Bernardino de Urbino, en las Biblioteques: Nacional de Madrid, Biblioteca Sormani de Milán, Biblioteca de Catalunya... En las Col·leccions Actilibre de Madrid, Fundació Bancaixa, Institut d’Estudis Catalans.